# Eudicella smithi
Eudicella smithi is een kever uit de familie van de bladsprietkevers (Scarabaeidae).
Het is met een lengte van 20 tot 40 millimeter een vrij grote en opvallend gekleurde soort die makkelijk in een terrarium te kweken is. De larven eten halfvergaan eiken- en beukenblad, de volwassen dieren vruchten zoals banaan. De mannetjes zijn herkenbaar aan een gevorkt geweitje op de kop. De herkomst is oorspronkelijk uit Afrika.
De in terrariums gekweekte exemplaren behoren meestal tot de ondersoort Eudicella smithi bertherandi.